# Carlo Giorgio Augusto di Brunswick-Wolfenbüttel
Carlo Giorgio Augusto di Brunswick-Wolfenbüttel (Londra, 8 febbraio 1766 – Antoinettenruh, 20 settembre 1806) era figlio del duca Carlo Guglielmo Ferdinando di Brunswick-Wolfenbüttel  e di sua moglie, la principessa inglese Augusta di Hannover.

## Biografia
Sposò, il 14 ottobre 1790, Luisa d'Orange-Nassau, figlia dello Statolder Guglielmo V di Orange-Nassau e della principessa Guglielmina di Prussia.
Il matrimonio rimase senza figli. Carlo era mentalmente ritardato e in seguito fu quasi completamente cieco. Venne curato dalla moglie sino alla sua morte, avvenuta sedici anni dopo. Morì poco prima di suo padre, il 20 settembre 1806, cosicché, dopo la morte di Carlo Guglielmo Ferdinando, avvenuta il 10 novembre dello stesso anno, gli succedette il fratello minore di Carlo, Federico Guglielmo.

## Ascendenza
|                                                      |                             |                                             | Genitori                                  |  |  | Nonni |  |  | Bisnonni                                    |  |  | Trisnonni                                  |  |
|                                                      |                             |                                             |                                           |  |  |       |  |  | Ferdinando Alberto II di Brunswick-Lüneburg |  |  | Ferdinando Alberto I di Brunswick-Lüneburg |  |
|                                                      |                             |                                             |                                           |  |  |       |  |  | Ferdinando Alberto II di Brunswick-Lüneburg |  |  | Ferdinando Alberto I di Brunswick-Lüneburg |  |
|                                                      |                             | Cristina d'Assia-Eschwege                   |                                           |  |  |       |  |  | Ferdinando Alberto II di Brunswick-Lüneburg |  |  |                                            |  |
| Carlo I di Brunswick-Wolfenbüttel                    |                             |                                             |                                           |  |  |       |  |  | Ferdinando Alberto II di Brunswick-Lüneburg |  |  |                                            |  |
|                                                      |                             | Antonietta Amalia di Brunswick-Wolfenbüttel | Luigi Rodolfo di Brunswick-Lüneburg       |  |  |       |  |  |                                             |  |  |                                            |  |
|                                                      |                             | Antonietta Amalia di Brunswick-Wolfenbüttel | Luigi Rodolfo di Brunswick-Lüneburg       |  |  |       |  |  |                                             |  |  |                                            |  |
|                                                      |                             | Antonietta Amalia di Brunswick-Wolfenbüttel | Cristina Luisa di Oettingen-Oettingen     |  |  |       |  |  |                                             |  |  |                                            |  |
| Carlo Guglielmo Ferdinando di Brunswick-Wolfenbüttel |                             | Antonietta Amalia di Brunswick-Wolfenbüttel |                                           |  |  |       |  |  |                                             |  |  |                                            |  |
|                                                      |                             | Federico Guglielmo I di Prussia             | Federico I di Prussia                     |  |  |       |  |  |                                             |  |  |                                            |  |
|                                                      |                             | Federico Guglielmo I di Prussia             | Federico I di Prussia                     |  |  |       |  |  |                                             |  |  |                                            |  |
|                                                      |                             | Federico Guglielmo I di Prussia             | Sofia Carlotta di Hannover                |  |  |       |  |  |                                             |  |  |                                            |  |
| Filippina Carlotta di Prussia                        |                             | Federico Guglielmo I di Prussia             |                                           |  |  |       |  |  |                                             |  |  |                                            |  |
|                                                      |                             | Sofia Dorotea di Hannover                   | Giorgio I di Gran Bretagna                |  |  |       |  |  |                                             |  |  |                                            |  |
|                                                      |                             | Sofia Dorotea di Hannover                   | Giorgio I di Gran Bretagna                |  |  |       |  |  |                                             |  |  |                                            |  |
|                                                      |                             | Sofia Dorotea di Hannover                   | Sofia Dorotea di Celle                    |  |  |       |  |  |                                             |  |  |                                            |  |
| Carlo Giorgio Augusto di Brunswick-Wolfenbüttel      |                             | Sofia Dorotea di Hannover                   |                                           |  |  |       |  |  |                                             |  |  |                                            |  |
|                                                      | Giorgio II di Gran Bretagna | Giorgio I di Gran Bretagna                  |                                           |  |  |       |  |  |                                             |  |  |                                            |  |
|                                                      | Giorgio II di Gran Bretagna | Giorgio I di Gran Bretagna                  |                                           |  |  |       |  |  |                                             |  |  |                                            |  |
|                                                      | Giorgio II di Gran Bretagna | Sofia Dorotea di Celle                      |                                           |  |  |       |  |  |                                             |  |  |                                            |  |
| Federico di Hannover                                 | Giorgio II di Gran Bretagna |                                             |                                           |  |  |       |  |  |                                             |  |  |                                            |  |
|                                                      |                             | Carolina di Brandeburgo-Ansbach             | Giovanni Federico di Brandeburgo-Ansbach  |  |  |       |  |  |                                             |  |  |                                            |  |
|                                                      |                             | Carolina di Brandeburgo-Ansbach             | Giovanni Federico di Brandeburgo-Ansbach  |  |  |       |  |  |                                             |  |  |                                            |  |
|                                                      |                             | Carolina di Brandeburgo-Ansbach             | Eleonora Erdmuthe di Sassonia-Eisenach    |  |  |       |  |  |                                             |  |  |                                            |  |
| Augusta di Hannover                                  |                             | Carolina di Brandeburgo-Ansbach             |                                           |  |  |       |  |  |                                             |  |  |                                            |  |
|                                                      |                             | Federico II di Sassonia-Gotha-Altenburg     | Federico I di Sassonia-Gotha-Altenburg    |  |  |       |  |  |                                             |  |  |                                            |  |
|                                                      |                             | Federico II di Sassonia-Gotha-Altenburg     | Federico I di Sassonia-Gotha-Altenburg    |  |  |       |  |  |                                             |  |  |                                            |  |
|                                                      |                             | Federico II di Sassonia-Gotha-Altenburg     | Maddalena Sibilla di Sassonia-Weissenfels |  |  |       |  |  |                                             |  |  |                                            |  |
| Augusta di Sassonia-Gotha-Altenburg                  |                             | Federico II di Sassonia-Gotha-Altenburg     |                                           |  |  |       |  |  |                                             |  |  |                                            |  |
|                                                      |                             | Maddalena Augusta di Anhalt-Zerbst          | Carlo Guglielmo di Anhalt-Zerbst          |  |  |       |  |  |                                             |  |  |                                            |  |
|                                                      |                             | Maddalena Augusta di Anhalt-Zerbst          | Carlo Guglielmo di Anhalt-Zerbst          |  |  |       |  |  |                                             |  |  |                                            |  |
|                                                      |                             | Maddalena Augusta di Anhalt-Zerbst          | Sofia di Sassonia-Weissenfels             |  |  |       |  |  |                                             |  |  |                                            |  |
|                                                      |                             | Maddalena Augusta di Anhalt-Zerbst          |                                           |  |  |       |  |  |                                             |  |  |                                            |  |